# Sami (Name)
Sami ist ein finnischer, ungarischer, arabischer oder türkischer männlicher Vorname sowie ein arabischer Familienname. Die weibliche Form des arabischen Namens ist Samia. In Japan ist Sami ein seltener weiblicher Vorname 沙味.

## Herkunft und Bedeutung
Sami ist eine finnische und ungarische Verkleinerungsform von Samuel sowie ein arabischer Vorname (arabisch سامي) mit der Bedeutung „der Erhabene“. Der türkische Vorname arabischer Herkunft hat ebenfalls die Bedeutung „hochgestellt, edel(mütig), erhaben“.

## Namensträger

### Vorname

#### Politiker
- Sami Süleyman Gündoğdu Demirel (1924–2015), türkischer Politiker, ehemaliger Staats- und Ministerpräsident, siehe Süleyman Demirel
- Sami Güçlü (* 1950), türkischer Ökonom und Politiker
- Sami al-Hinnawi (1898–1950), syrischer Militär und Politiker (Soziale Nationalistische Partei)
- Sami Kanaan (* 1964), Schweizer Politiker
- Bekir Sami Kunduh (1865–1933), osmanischer/türkischer Diplomat und Politiker
- Sami Solh (1887–1968), libanesischer Politiker
- Böcüzade Süleyman Sami (1851–1932), osmanischer Politiker, Bürokrat und Autor
- Hikmet Sami Türk (* 1935), türkischer Rechtswissenschaftler und ehemaliger Justizminister (DSP)

#### Sportler
- Sami Allagui (* 1986), deutsch-tunesischer Fußballspieler
- Sami Buzoli, jugoslawischer Boxer
- Sami al-Dschabir (* 1972), saudi-arabischer Fußballspieler
- Sami Heiskanen (* 1991), finnischer Skispringer
- Sami Helenius (* 1974), finnischer Eishockeyspieler und -trainer
- Sami Hyypiä (* 1973), finnischer Fußballspieler
- Sami İzcican (* 1983), türkischer Fußballspieler
- Sami Jauhojärvi (* 1981), finnischer Skilangläufer
- Sami Niemi (* 1991), finnischer Skispringer
- Sami Kaartinen (* 1979), finnischer Eishockeyspieler
- Sami Kapanen (* 1973), finnischer Eishockeyspieler
- Sami Kelopuro (* 1987), finnischer Pokerspieler
- Sami Khedira (* 1987), deutsch-tunesischer Fußballspieler
- Sami Lepistö (* 1984), finnischer Eishockeyspieler
- Sami Mustonen (* 1977), finnischer Freestyle-Skier
- Sami Orpana (* 1990), finnischer Biathlet
- Sami Ryhänen (* 1980), finnischer Eishockeyspieler
- Sami Salo (* 1974), finnischer Eishockeyspieler
- Sami Sandell (* 1987), finnischer Eishockeyspieler
- Sami Sosa (* 1968), dominikanischer Baseballspieler, siehe Sammy Sosa
- Sami Torkki (* 1978), finnischer Eishockeyspieler
- Sami Uotila (* 1976), finnischer Skirennläufer
- Sami Vatanen (* 1991), finnischer Eishockeyspieler
- Ali Sami Yen (1886–1951), türkischer Fußballspieler und -trainer

#### Sonstige
- Sami A., im Juli 2018 als islamistischer Gefährder abgeschobener, dann wegen Verfahrensmängeln wieder zurückgeholter Tunesier
- Sami Aldeeb (* 1949), Schweizer Jurist und Autor palästinensischer Abstammung
- Sami Al-Haj (* 1969), sudanesischer Kameramann
- Souhaila Sami Andrawes as-Sayeh (* 1953), palästinensisch-libanesische ehemalige Terroristin, siehe Souhaila Andrawes
- Sami Bouajila (* 1966), französischer Schauspieler
- Ali Sami Boyar (1880–1967), türkischer Maler, Museumsdirektor, Bürokrat, Journalist und Offizier
- Sami Hafez Enan (* 1948), ägyptischer Militär
- Sami Feder (1909–2000), russisch-israelischer Regisseur, Schauspieler, Schriftsteller, Herausgeber und Schriftsetzer
- Sami Frashëri (türkisch Şemseddin Sami; 1850–1904), albanisch-osmanischer Autor
- Sami Frey (* 1937), französischer Schauspieler
- Sami Gabra (1892–1979), ägyptischer Ägyptologe und Koptologe
- Sami Gayle (* 1996), US-amerikanische Schauspielerin, Sängerin und Tänzerin
- Sami Hadawi (1904–2004), palästinensischer Gelehrter und Autor
- Sami Michael (1926–2024), israelischer Autor
- Sami Omar (1978–2021), deutscher Autor, Moderator
- Sıddık Sami Onar (1898–1972), türkischer Jurist und Rektor der Universität Istanbul
- Sami Osala (* 1982), finnischer Musiker, Schlagzeuger der Band Sunrise Avenue
- Sami Özkara (* 1940), türkisch-deutscher Autor
- Sami Solanki (* 1958), Schweizer Astronom
- Sami Yli-Sirniö (* 1972), finnischer Heavy-Metal-Gitarrist
- Sami Yusuf (* 1980), britischer Musiker

#### Künstlername
- Sami Hazinses (1925–2002), türkischer Schauspieler armenischer Abstammung, siehe Samuel-Agop Uluçyan

### Familienname
- Alī Sāmī Šīrāzī (1910–1989), iranischer Archäologe
- Ali Abdel Sami (* 1936), ägyptischer Ruderer
- A. S. A. Sami (1915–1998), tamilischer Drehbuchautor und Filmregisseur
- Joël Sami (* 1984), kongolesischer Fußballspieler
- Leocísio Sami (* 1988), portugiesisch-guinea-bissauischer Fußballspieler
- Mohamed Abdel Sami (* 1936), ägyptischer Ruderer
- Osamah Sami (* 1983), australischer Schauspieler und Drehbuchautor
- Renate Sami (1935–2023), deutsche Filmregisseurin